# Cédric Vasseur
Cédric Vasseur (Hazebroek, 18 augustus 1970) is een voormalig Frans wielrenner. Zijn vader Alain Vasseur was eveneens wielrenner, net als zijn oom Sylvain Vasseur. Aan het einde van het wielerseizoen 2007 is Vasseur gestopt met wielrennen.

## Belangrijkste overwinningen
1994
- Eindklassement Ronde van Rijnland-Palts

1996
- 4e etappe Midi Libre

1997
- 5e etappe Ronde van Frankrijk

2002
- 5e etappe Vierdaagse van Duinkerken
- GP van Isbergues

2003
- 7e etappe Dauphiné Libéré
- 2e etappe Ronde van de Limousin
- 2e etappe en Eindklassement Parijs-Corrèze
- 1e etappe en Eindklassement Hessen Rundfahrt

2004
- 4e etappe Ronde van de Limousin
- 5e etappe Tour de l'Ain

2006
- GP van Isbergues

2007
- 10e etappe Ronde van Frankrijk

## Resultaten in voornaamste wedstrijden
| Jaar | Ronde van Italië | Ronde van Frankrijk | Ronde van Spanje |
| ---- | ---------------- | ------------------- | ---------------- |
| 1994 |                  |                     |                  |
| 1995 |                  |                     | 69e              |
| 1996 |                  | 69e                 |                  |
| 1997 |                  | 40e (1)             | 45e              |
| 1998 |                  | 24e                 | opgave           |
| 1999 |                  | 83e                 |                  |
| 2000 |                  | 52e                 |                  |
| 2001 |                  |                     |                  |
| 2002 |                  | 55e                 |                  |
| 2003 |                  | 97e                 |                  |
| 2004 |                  |                     | 36e              |
| 2005 | 54e              | 44e                 |                  |
| 2006 |                  | 94e                 |                  |
| 2007 |                  | 55e (1)             |                  |

| Jaar | Milaan-San Remo | Gent-Wevelgem | Ronde van Vlaanderen | Parijs-Roubaix | Amstel Gold Race | Luik-Bast.‑Luik | Ronde van Lombardije | Parijs-Brussel | Parijs-Tours | Bretagne Classic |  | WK op de weg |  | Wereldranglijsten |
| ---- | --------------- | ------------- | -------------------- | -------------- | ---------------- | --------------- | -------------------- | -------------- | ------------ | ---------------- |  | ------------ |  | ----------------- |
| 1994 |                 |               |                      |                |                  |                 | 32e                  | 12e            | 132e         | 8e               |  |              |  |                   |
| 1995 |                 |               | 62e                  | 89e            |                  |                 | 48e                  |                | 89e          | 15e              |  |              |  |                   |
| 1996 |                 | 73e           | 17e                  |                |                  |                 |                      | 73e            | 65e          | 48e              |  |              |  |                   |
| 1997 | 123e            |               | 21e                  |                | 38e              | 83e             | 33e                  |                | 45e          | 8e               |  | 19e          |  |                   |
| 1998 | 139e            |               | 69e                  |                |                  | 61e             |                      |                | 110e         |                  |  | 46e          |  |                   |
| 1999 | 81e             |               |                      |                | 64e              | 19e             | 50e                  |                | 74e          | 8e               |  |              |  |                   |
| 2000 | 57e             |               | 67e                  | 42e            |                  | 60e             |                      | 49e            |              |                  |  |              |  |                   |
| 2001 | 57e             |               | 38e                  |                | 21e              | 27e             |                      |                |              |                  |  |              |  |                   |
| 2002 |                 |               |                      |                | 45e              | 49e             | 20e                  |                | 87e          | 47e              |  | 53e          |  | 40e (UWB)         |
| 2003 |                 |               |                      |                | 48e              | 53e             | 6e                   |                | 48e          | 9e               |  | 27e          |  |                   |
| 2004 |                 |               |                      |                |                  |                 | 17e                  |                | 48e          | 8e               |  |              |  |                   |
| 2005 | 94e             |               |                      |                |                  | 40e             | 77e                  | 67e            | 76e          | 53e              |  | 92e          |  | 160e (UPT)        |
| 2006 |                 |               |                      |                | 31e              | 65e             | 32e                  |                |              |                  |  |              |  |                   |
| 2007 |                 |               |                      |                | 67e              | 66e             | 60e                  |                | 80e          | 56e              |  |              |  | 98e (UPT)         |